# Molossus pretiosus
Molossus pretiosus (Молос Міллера) — вид кажанів родини молосових.

## Поширення
Країни проживання: Бразилія, Колумбія, Коста-Рика, Гаяна, Мексика, Нікарагуа. Зустрічається тільки в низинах. 

## Стиль життя
Цей вид можна знайти в сухих і напівлистопадних лісах, саванах, чагарниках. Лаштує сідала в печерах, будівлях і дуплах дерев. Харчується комахами, у тому числі жуками і метеликами. З'являються в сутінках, літають на близько 20 м над землею. Полюють як над водоймищами так і над плантаціями, деревами. 